# Близький Схід

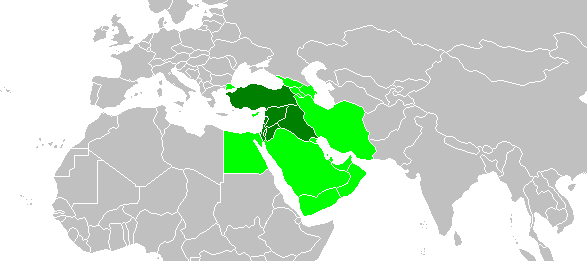
Країни Близького Сходу разом із Південним Кавказом.

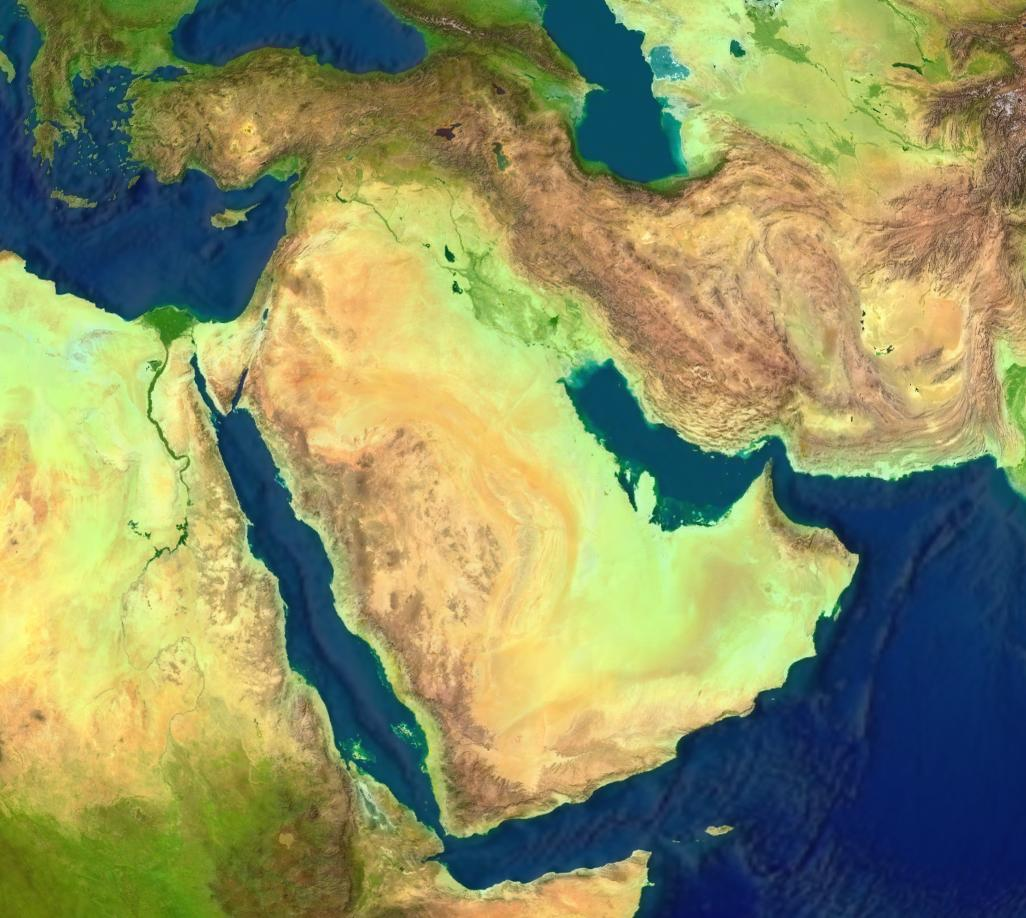
Компіляція супутникових знімків Близького Сходу.

32°48′ пн. ш. 35°36′ сх. д. / 32.8° пн. ш. 35.6° сх. д.
Близьки́й Схід — назва регіону, розташованого в Західній Азії та Північній Африці.
Розташований на стику європейського, азійського та африканського материків.
Назву дали європейці як найближчому до них східному регіону.
Один із найважливіших економічних і військово-стратегічних вузлів на політичній карті світу.
Боротьба за панівні позиції на Близькому Сході пов'язана з величезними природними багатствами (особливо нафтою, а також покладами руд кольорових металів, хромітів, калійних солей тощо), наявністю важливої сільськогосподарської сировини, ринків збуту та стратегічним розташуванням країн.

## Історія Близького Сходу
На початку 19 століття Османська імперія контролювала всі Балкани, від півночі до південного краю Великої угорської рівнини. Але до 1914 року імперія втратила всі свої території, крім Константинополя та Східної Фракії, через підйом націоналізму у балканських державах: свою незалежність отримали Грецьке королівство, королівство Сербія, Дунайські князівства та королівство Болгарія. До 1912 року османи утримували лише смугу території, включаючи Албанію, Македонію та Адріанопольський вілаєт, які були втрачені в двох Балканських війнах 1912–1913 років.
Османська імперія, яка, як вважалося, ось-ось розпадеться, була зображена в пресі як «хвора людина Європи». Балканські держави, за частковим винятком Боснії та Албанії, були переважно християнськими, як і більшість Лівану. Починаючи з 1894 року, османи завдали ударів по вірменам і ассирійцям, мотивуючи це тим, що вони були немусульманськими народами і як такі становили потенційну загрозу для мусульманської імперії, в межах якої вони жили. Гамідійська різанина, різанина в Адані та різанина під керівництвом Бедір Хан Бега проти ассирійців і вірмен викликали обурення християнського світу. У Сполучених Штатах уже постаріла Джулія Ворд Гау, авторка Бойового гімну Республіки, приєдналася до Червоного Хреста. Відносини меншин в Османській імперії та розподіл колишніх османських земель стали відомі як «східне питання», оскільки османи були на сході Європи.
Термінологія створювалася поступово. Приблизно в середині 19 століття термін Близький Схід (англ. Near East) почав використовуватися для опису тієї частини сходу, яка найближче до Європи. Термін «Далекий Схід» з’явився одночасно; малися на увазі Японія, Китай, Корея, Індонезія та В’єтнам. «Близький Схід» же застосовувався до того, що було в основному відомо як Левант, який у той час перебував у юрисдикції Османської Порти. Європейці не могли ступати на більшу частину берегів південного та центрального Середземного моря, від затоки Сідра до Албанії, без дозволу Османської імперії.

## Приналежність
До Близького Сходу відносять такі країни:
- Ірак
- Йорданія
- Ліван
- Ізраїль
- Сирія
- Туреччина
- Кіпр
- Єгипет
- Саудівська Аравія
- Ємен
- Катар
- Оман
- Бахрейн
- Кувейт
- ОАЕ

Територія країн — понад 7,4 млн. км².
У американській літературі країни Близького Сходу разом з Іраном та Афганістаном включають у поняття «Середній Схід», а до Близького Сходу іноді відносять балканські держави.

## Населення
Основне населення: араби, тюрки, курди, вірмени, перси, євреї, лази.
Більшість населення — мусульмани.